# Ischnocolus tunetanus
Ischnocolus tunetanus är en spindelart som beskrevs av Pietro Pavesi 1880. Ischnocolus tunetanus ingår i släktet Ischnocolus och familjen fågelspindlar.
Artens utbredningsområde är Tunisien. Inga underarter finns listade i Catalogue of Life.